# Guzzini Challenger 2010
Il Guzzini Challenger 2010 è un torneo professionistico di tennis maschile giocato sul cemento, che faceva parte dell'ATP Challenger Tour 2010. Si è giocato a Recanati in Italia dal 19 al 25 luglio 2010.

## Partecipanti

### Teste di serie
| Nazionalità | Giocatore         | Ranking* | Testa di serie |
| ----------- | ----------------- | -------- | -------------- |
| Francia     | David Guez        | 117      | 1              |
| Svizzera    | Stéphane Bohli    | 130      | 2              |
| Rep. Ceca   | Jan Hernych       | 136      | 3              |
| Francia     | Josselin Ouanna   | 145      | 4              |
| Paesi Bassi | Igor Sijsling     | 149      | 5              |
| Belgio      | Niels Desein      | 164      | 6              |
| Belgio      | Ruben Bemelmans   | 194      | 7              |
| Spagna      | Guillermo Alcaide | 212      | 8              |

- Ranking al 12 luglio 2010.

### Altri partecipanti
Giocatori che hanno ricevuto una wild card:
- Alessandro Giannessi
- Giacomo Miccini
- Andrea Stoppini
- Federico Torresi

Giocatori passati dalle qualificazioni:
- George Bastl
- Olivier Charroin
- Laurynas Grigelis
- Francesco Piccari (Lucky Loser)
- Alexandre Renard

## Campioni

### Singolare
Stéphane Bohli ha battuto in finale  Adrian Mannarino con il punteggio di 6–0, 3–6, 7–6(5)

### Doppio
Jamie Delgado /  Lovro Zovko hanno battuto in finale  Charles-Antoine Brézac /  Vincent Stouff con il punteggio di 7–6(6), 6–1